# Кочетков-Сукач Володимир Вячеславович
Володи́мир Вячесла́вович Кочетко́в-Сука́ч (позивний «Чубака», нар. 9 жовтня 1971, Київ — пом. 15 березня 2015, Красногорівка) — ідейний засновник вальдорфської педагогіки в Україні, менеджер у сфері нерухомості, засновник і керівник волонтерського проєкту «Аеророзвідка» під час війни на сході України.

## Біографія
Володимир Кочетков-Сукач народився 9 жовтня 1971 року в Києві. У 1978—1988 роках навчався в київській школі № 165, протягом 1988—1994 — у Київському політехнічному інституті. У 1996 році став одним із засновників педагогічного видавництва «Перше вересня». У 1999 році виступив одним із засновників київської вальдорфської школи «Софія».

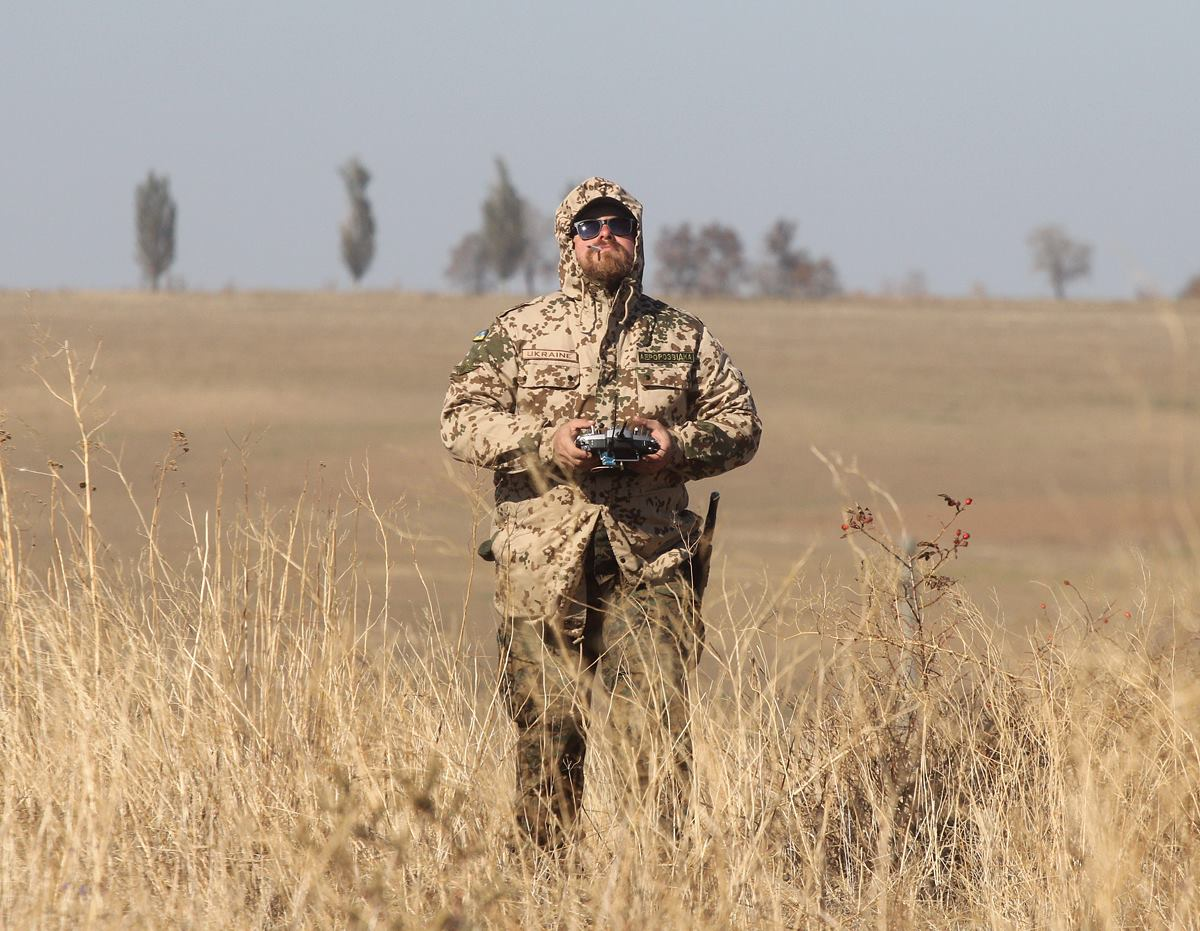
Володимир Кочетков-Сукач керує дроном

У 2000—2002 роках був директором з експорту та партнером Stone Agency. У 2002 — керівник відділу маркетингу і продажів компанії «Квін-Свіг». У 2002—2004 — директор з експорту та партнер компанії «Древо». У 2004—2005 — керівник департаменту брокериджу КНК. У 2005 — директор S&K Company Ltd. У 2005—2006 — заступник директора «Української Торгової Гільдії». У 2006—2007 — директор In Gardarika Development. У 2006—2007 — директор департаменту заміської нерухомості Concorde Capital.
У 2007 — представник Concorde Capital у раді директорів та директор департаменту розвитку Innovative City Development Investments. У 2007—2008 — директор з інвестицій в ринок нерухомості Concorde Capital. У 2008 — перший заступник генерального директора ПІК-Україна (PIK Group). У 2008 році увійшов до складу Координаційного бюро з підготовки до Євро-2012 при Кабінеті Міністрів України. У 2009 був радником віцепрем'єр-міністра України. У 2011 очолював компанію En.Green.

З перших днів брав активну участь у Революції гідності та Автомайдані. Після Майдану працював в апараті урядового уповноваженого з антикорупційної політики Тетяни Чорновол. Був серед перших добровольців «Автоботів», які протистояли сепаратистам у Маріуполі 9 травня 2014 року. Близько двох місяців воював у батальйоні «Азов». Згодом почав конструювати й випробовувати безпілотники, зайнявся розшифровкою фотографій повітряної розвідки. Залучив до цієї справи друзів і об'єднав їх у групу «Аеророзвідка».
15 березня 2015 року об 11:15 підірвався на міні з «розтяжкою» поблизу Красногорівки (Донецька область). Натан Хазін: «Разом з волонтерами мав їхати за межу передової встановлювати спецобладнання. Тільки взялися за роботу, як почав працювати снайпер. Володя наказав усім відійти у пролісок, сховатися за деревами. На стежці побачив міну. Думав, обійде ту розтяжку. Але вона виявилася пасткою».
Прощання відбулося 18 березня на Майдані Незалежності та у Михайлівському монастирі. Похований на Лісовому кладовищі.
Залишилася дружина Тетяна та четверо дітей.

## Нагороди
Посмертно нагороджений орденом Богдана Хмельницького III ступеня — «за особисту мужність та високий професіоналізм, виявлені у захисті державного суверенітету і територіальної цілісності України, самовіддане служіння Українському народові».
У 2022 році Православна церква України нагородила Володимира Кочеткова-Сукача медаллю «За жертовність і любов до України».

## У мистецтві
У 2021 році вийшов фільм про Володимира Кочеткова-Сукача «Небесний координатор», режисер Євген Трегубов.